# Chañar Viejo
Chañar Viejo es una pequeña y apacible comuna situada en el departamento Río Seco, provincia de Córdoba, República Argentina.
Se encuentra situada a 165 km de la Ciudad de Córdoba sobre la  RP E 94 . Dista apenas 10 km de la  RN 9 , en la localidad de Rayo Cortado.

## Población
Cuenta con 150 habitantes (Indec, 2010), lo que representa un incremento del 65% frente a los 91 habitantes (Indec, 2001) del censo anterior.
| Gráfica de evolución demográfica de Chañar Viejo entre 1991 y 2010 |
|                                                                    |
| Fuente: Censos nacionales del INDEC                                |

## Economía
La principal actividad económica es la ganadería seguida por la agricultura. 
La extracción de sal en las salinas cercanas constituye también una importante fuente de ingresos
La sal extraída se utiliza mayormente en el ámbito industrial.
El turismo y la elaboración de productos regionales como dulces caseros, alfajores y conservas también tienen cierta relevancia.
- Datos: Q5765334